# 过渡态
过渡态是基元反应反应坐标中能量最高的一点所对应的分子构型，在化學中以雙劍標（‡）符號表示。处于过渡态的分子也称为活化络合物。理论上，活化络合物是极不稳定的，它向反应物和生成物转化的概率相等；绝对的不可逆反应中，在过渡态这一时刻，所有的碰撞分子都会转化为产物。根据量子力学理论，活化络合物布居为零，过渡态是能量最高的一点，任何扰动都会导致它的改变，故无法分离出来，也是无法观测到的。
过渡态这一概念，对于理解有机反应机理具有很重要的作用。过渡态理论认为，化学反应不是通过反应物分子的简单碰撞就可以完成的，而是在反应物到生成物的过程中，经过了一个高能量的过渡态。这与爬山类似，山的最高点便是过渡态。过渡态是一种不稳定的反应物原子组合体，不可逆反应中，它可以很快地分解为产物。通常反应中间体的能量与过渡态相差不大，两者很难区分。借助于飞秒红外光谱，目前已经可以观测到接近过渡态时的分子构型结构。
哈蒙德假說认为，反应过渡态的结构与反应的吸放热性质有关，吸热反应中过渡态结构与产物更相似，放热反应则相反。过渡态与中间体能量相差不大时，两者的构型差别很小。
以下是氢氧根离子与溴乙烷发生双分子亲核取代反应中的过渡态示意图。